# Timbiriche disco ruido
Timbiriche Disco Ruido (También llamado "La Banda Timbiriche" por el LP) es el disco número 4 de la banda Timbiriche, fue lanzado a finales de 1983.
Este disco es el debut de Erik Rubín en el grupo y marca un cambio de concepto pues la banda estaría integrada por 4 chicas y 3 chicos . La adaptación de Erik fue difícil con sus compañeros más no con el público y los fanes los cuales lo aceptaron de inmediato, a pesar de los de las malas visiones que traía el anexar un nuevo elemento a la banda el disco tuvo buenas críticas así como excelentes ventas y se conservaban como los favoritos de los niños Mexicanos.
Los hits correspondientes a este álbum fueron "Rock del Manicomio", "Lo pense muy bien", "Disco Ruido" y "Adiós a la escuela".

## Lista de canciones

### En formato LP
| Lado 1 |                                                                  |                             |          |  |
| N.º    | Título                                                           | Escritor(es)                | Duración |  |
| 1.     | «Disco ruido» ( Alix, Benny y Mariana)                           | Feliciati, Bosé             | 2:55     |  |
| 2.     | «No crezcas más» (Todos)                                         | Feliciati, Osborne, Kursell | 3:29     |  |
| 3.     | «Solo en mi cuarto» (Todos)                                      | Feliciati, Bosé             | 3:20     |  |
| 4.     | «Como tú» (Benny)                                                | Feliciati, Ibarra, Damián   | 3:05     |  |
| 5.     | «Rock del manicomio» (Benny, Sasha, Erik, Diego, Mariana y Alix) | Feliciati, J. M. Cano       | 3:16     |  |

| Lado 2 |                                                 |                           |          |  |
| N.º    | Título                                          | Escritor(es)              | Duración |  |
| 1.     | «Hay que entrenar» (Todos)                      | Feliciati, Bosé, Kursell  | 3:28     |  |
| 2.     | «Historia de...» (Diego y Benny)                | Feliciati, Ibarra, Damián | 2:45     |  |
| 3.     | «Adiós a la escuela» (Benny, Alix y Mariana)    | Feliciati, Schoening      | 3:18     |  |
| 4.     | «Lo pensé muy bien» (Sasha, Alix, Benny y Erik) | Feliciati, Bosé           | 3:22     |  |
| 5.     | «Gordita» (Todos)                               | Feliciati, Bosé           | 2:56     |  |
| 6.     | «Rocanrolero yo soy» (Diego)                    | Feliciati, Schoening      | 3:20     |  |

### En formato CD
| La banda timbiriche (Disco Ruido) |                                                                  |                             |          |  |
| N.º                               | Título                                                           | Escritor(es)                | Duración |  |
| 1.                                | «Disco ruido» ( Alix, Benny y Mariana)                           | Feliciati, Bosé             | 2:55     |  |
| 2.                                | «No crezcas más» (Todos)                                         | Feliciati, Osborne, Kursell | 3:29     |  |
| 3.                                | «Solo en mi cuarto» (Todos)                                      | Feliciati, Bosé             | 3:20     |  |
| 4.                                | «Como tú» (Benny)                                                | Feliciati, Ibarra, Damián   | 3:05     |  |
| 5.                                | «Rock del manicomio» (Benny, Sasha, Erik, Diego, Mariana y Alix) | Feliciati, J. M. Cano       | 3:16     |  |
| 6.                                | «Historia de...» (Diego y Benny)                                 | Feliciati, Ibarra, Damián   | 2:45     |  |
| 7.                                | «Hay que entrenar» (Todos)                                       | Feliciati, Bosé, Kursell    | 3:28     |  |
| 8.                                | «Adiós a la escuela» (Benny, Alix y Mariana)                     | Feliciati, Schoening        | 3:18     |  |
| 9.                                | «Lo pensé muy bien» (Sasha, Alix, Benny y Erik)                  | Feliciati, Bosé             | 3:22     |  |
| 10.                               | «Gordita» (Todos)                                                | Feliciati, Bosé             | 2:56     |  |
| 11.                               | «Rocanrolero yo soy» (Diego)                                     | Feliciati, Schoening        | 3:20     |  |

## El disco
Tiene coreografías más planeadas y mejoradas, es un poco más profesional y un estilo más "pre-adolescente", fue grabado con un sonido muy ruidoso, tal como es el título del álbum "Disco ruido".

## Antecedentes de grabación
- Es el primer álbum de Erik Rubin formalmente como integrante.
- Erik tuvo una difícil adaptación con sus compañeros los cuales le jugaban bromas pesadas e incluso fue golpeado por Diego y Benny.
- El tema "Rock del manicomio" fue grabado antes de la entrada de Erik al grupo, al ingresar se regrabó la canción colocando su voz en lugar de la de Paulina.
- En el LP del álbum llamado "La Banda Timbiriche", "Hay que entrenar" era la canción número 1 del Lado B, por lo que debería ser el track No. 6, e "Historia de..." era la canción el track 2 del Lado B, por lo que debería ser la número 7, pero en el CD llamado "Timbiriche Disco Ruido", "Historia de..." es la canción número 6 y "Hay que entrenar" es la número 7.
- Es el álbum con menos fama del grupo en su etapa infantil y el último de su etapa como niños.

## Realización
- Bajo: Fosco Foschini
- Batería: Mauro Gherardi
- Guitarras: Andrea Fornili, Romano Trevisiani, Paolo Giovanni
- Teclado: Enzo Feliciati, F. Foschini
- Trompeta E. Feliciati
- Saxo: Tom Sheret
- Arreglos: Feliciati, Foschini
- Producción Enzo Feliciati
- Estudios: HELIX; Ing. de Sonido: Ivan Moreno
- Estudios: LAGAB; Ing. de Sonido: Horacio Saldiva, Carlos Ceballos
- Estudios en Italia: Sweet Valley; Ing. de Sonido: Enrico Land, Imola Bologna
- Gracias a: Miguel Bosé por su amistad, Gordita, Anni Kursell, Jenny Sotomayor, Marisa de la Vega por su paciencia y constancia
- Fotografía y diseño: Gilardi/MW S. A. Publicidad

## Integrantes
- Diego, Paulina, Mariana, Benny, Alix, Sasha, Erik.